# Gajevi (Šamac)
Pour les articles homonymes, voir Gajevi.
Gajevi (en serbe cyrillique : Гајеви) est un village de Bosnie-Herzégovine. Il est situé dans la municipalité de Šamac et dans la république serbe de Bosnie. Selon les premiers résultats du recensement bosnien de 2013, il compte 476 habitants.
Avant 1991, le village était rattaché à la localité de Gornja Slatina ; depuis 1991, il est recensé comme une entité administrative à part entière. Avant la guerre de Bosnie-Herzégovine, il faisait entièrement partie de la municipalité de Šamac (Bosanski Šamac) ; après la guerre, une portion de son territoire a été rattachée à la municipalité de Gradačac, intégrée à la fédération de Bosnie-et-Herzégovine.

## Démographie

### Répartition de la population par nationalités (1991)
En 1991, le village comptait 626 habitants, répartis de la manière suivante, :